# Federación Ecuatoguineana de Fútbol
Die Federación Ecuatoguineana de Fútbol (FEGUIFUT, dt.: Äquatorialguineischer Fußballverband) ist der Aufsichtsrat des Fußballs in Äquatorialguinea. Sie wurde 1960 gegründet, 1986 Mitglied der FIFA und der Confédération Africaine de Football. Sie organisiert die nationale Fußballliga und die äquatorialguineische Fußballnationalmannschaft. Der derzeitige Nationaltrainer Äquatorialguineas ist der Spanier Andoni Goikoetxea Olaskoaga.